# Kirsten Hanser

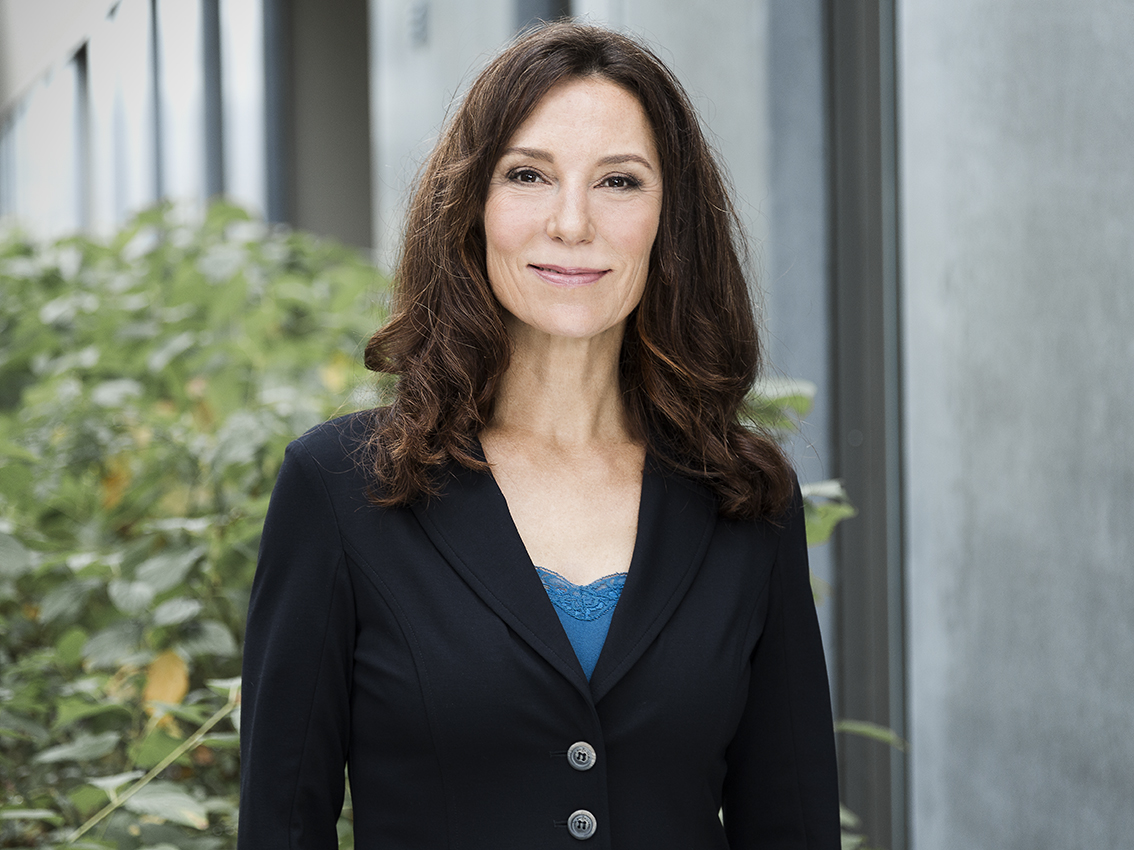
Kirsten Hanser, 2017

Kirsten Hanser (* 1965 in Freiburg im Breisgau) war von 2006 bis 2020 die Expertin für Astrologie des Fernsehsenders Sat.1.

## Leben
Hanser erhielt ihre Ausbildung im Astrologie Zentrum Berlin und ist geprüftes Mitglied des Deutschen Astrologenverbands.
Sie lebt mit ihrer Familie in Berlin.
Im SAT.1-Frühstücksfernsehen deutete Hanser von 2006 bis Anfang 2020 montags bis freitags die astrologische Konstellation von Sonne, Mond und Planeten.

## Publikationen
- Kosmos und Körper. Astromedizin – das Praxisbuch. Irisiana, München 2018, ISBN 978-3-424-15338-5.
- Neustart mit Astrologie. Mit Astrocoaching die Persönlichkeit entwickeln. Irisiana, München 2020, ISBN 978-3-424-15373-6.